# Medal Stampacchia
Medal Stampacchia (wł. Medaglia “Guido Stampacchia”; ang. Stampacchia Gold Medal) – nagroda przyznawana co trzy lata przez Włoską Unię Matematyczną (UMI) i Centro di Cultura Scientifica Ettore Majorana za znaczące badania z zakresu rachunku wariacyjnego i jego zastosowań.
Nagroda w postaci złotego medalu jest wręczana od 2003 roku uczonym, którzy nie ukończyli 35 roku życia. Patronem medalu jest włoski matematyk Guido Stampacchia.

## Laureaci[1]
Chronologiczna lista laureatów.

- 2003 Tristan Rivière(inne języki)
- 2006 Giuseppe Mingione
- 2009 Camillo De Lellis
- 2012 Ovidiu Savin(inne języki)
- 2015 Alessio Figalli[2]
- 2018 Guido De Philippis[3]
- 2021 Xavier Ros-Oton(inne języki)[4]
- 2024 Maria Colombo(inne języki)[5]